# Te Deum pour Notre-Dame
Le Te Deum pour Notre-Dame est une œuvre pour chœur d'enfants, deux chœurs mixtes (avec interventions solistes) et orchestre en quatre parties (entrecoupées de trois versets improvisés à l'orgue), composée en 2025 par Thierry Escaich et créée en la Cathédrale Notre-Dame de Paris le 12 juin 2025.
Il ne s'agit pas d'un simple chant de louange, c'est une célébration de la résurrection de Notre-Dame de Paris.

## Circonstances de la composition
L'œuvre a été commandée au compositeur par l'Association Musique Sacrée à Notre-Dame de Paris, comme « point d'orgue » à la résurrection de la Cathédrale Notre-Dame de Paris, après l'incendie du 15 avril 2019.
Ce Te Deum est un cheminement du feu destructeur à un feu rédempteur qui éclaire mais ne consume pas.

## Fiche technique
- Genre : Te Deum
- Œuvre en quatre parties, entrecoupées de trois versets improvisés à l'orgue :
  - I. Nuit de Feu
    - (premier verset improvisé à l'orgue)

  - II. Anges de lumière
    - (deuxième verset improvisé à l'orgue)

  - III. Le Vaisseau marial
    - (troisième verset improvisé à l'orgue)

  - IV. La Flamme percera
- Musique : Thierry Escaich
- Livret[4] :
  - Texte français de Nathalie Nabert[5], évoquant notamment Sainte Geneviève, Frédéric Ozanam et Victor Hugo
  - Texte latin original (entrelaçant le texte français) débutant la partition et la concluant, avec un Amen final
- Durée : environ une heure, versets d'orgue compris (40 minutes environ pour le Te Deum seul)

## Création mondiale
- Date : 12 juin 2025
- Lieu : Cathédrale Notre-Dame de Paris
- Interprètes :
  - Maîtrise Notre-Dame de Paris (chefs de chœur : Henri Chalet et Émilie Fleury) 
    - Chœur d'enfants (dont une jeune soprano soliste intervenant en 4e partie)
    - Jeune Ensemble
    - Chœur d'adultes (dont une soprano, une alto, deux ténors et trois basses solistes)

  - Chœur du Forum National de Musique (en) de Wrocław (chef de chœur : Lionel Sow)
  - Hr-Sinfonieorchester de Francfort
  - Direction musicale : Alain Altinoglu
  - Thierry Escaich, Grand orgue de Notre-Dame de Paris (versets improvisés)

## Reprises
- Projets de reprise (en discussion) à Lille et New York[6].

## Discographie
- Enregistrement de la création à paraître chez Alpha en 2026[7].